# Valle del Caffaro
La Valle del Caffaro è una valle alpina, tributaria laterale della Val Sabbia.
È percorsa dal fiume Caffaro che nasce nel territorio di Breno dal Cornone di Blumone  e si immette nel Chiese.
Attraversa l'intero territorio di Bagolino fino al lago d'Idro. Una parte del territorio montano della valle, nel comune di Bagolino, appartiene al comprensorio del Maniva.
Dal punto di vista orografico, il tratto finale tra Bagolino e Lodrone separa le Alpi Retiche meridionali, a nord, dalle Prealpi Bresciane e Gardesane, a sud.